# Крупина
Крупина (слч. Krupina, мађ. Korpona) град је у Словачкој, који се налази у оквиру Банскобистричког краја, где је у саставу округа Крупина.

## Географија
Крупина је смештена у јужном делу државе. Главни град државе, Братислава, налази се 185 km источно од града.
Рељеф: Крупина се развила у југозападној подгорини планинског венца Татри. Насеље се налази у долини реке Крупнице, испод планине Штјавничких Врхи. Град је положена на приближно 270 m надморске висине.
Клима: Клима у Крупини је умерено континентална.
Воде: Крупина се развила на истоименој реци Крупници, у горњем делу тока реке.

## Историја
Људска насеља на овом простору датирају још из праисторије. Насеље под данашњим именом први пут се спомиње 1135. године, као место насељено Словацима. Крупина је један од најстаријих градова на тлу Словачке, пошто је добила градска права још 1238. године. Током следећих векова град је био у саставу Угарске.
Крајем 1918. Крупина је постала део новоосноване Чехословачке. У време комунизма град је нагло индустријализован, па је дошло до наглог повећања становништва. После осамостаљења Словачке град је постао њено општинско средиште, али је дошло до привредних тешкоћа у време транзиције.

## Становништво
| Година:    | 1994. | 2004.   | 2014.   | 2024.   |
| ---------- | ----- | ------- | ------- | ------- |
| Број људи: | 8060  | 7857    | 8010    | 7524    |
| Разлика:   |       | -2,51 % | +1,94 % | -6,06 % |

| Година:    | 2023. | 2024.   |
| ---------- | ----- | ------- |
| Број људи: | 7510  | 7524    |
| Разлика:   |       | +0,18 % |

Данас Крупина има преко 7.500 становника и последњих година број становника стагнира.
Етнички састав: По попису из 2001. састав је следећи:
- Словаци - 97,6%,
- Роми - 1,1%,
- Чеси - 0,4%,
- остали.

Верски састав: По попису из 2001. састав је следећи:
- римокатолици - 70,3%,
- лутерани - 17,9%,
- атеисти - 9,3%,
- остали.

## Партнерски градови
- Непомук

## Галерија
- Здање општине Крупина
- Торањ Вартовка